# Lorenzo Costa
Pour les articles homonymes, voir Costa et Costa (famille).
Lorenzo Costa le Vieux, Lorenzo Costa il Vecchio (Ferrare, 1460 - Mantoue, 9 mars 1535) est un peintre italien de la fin du XVe siècle et du début du XVIe siècle de la haute Renaissance, se rattachant à l'école de Ferrare.

## Biographie
Fils d'Ottavio Costa, Lorenzo Costa naît à Ferrare en 1460.
Lorenzo Costa est le père d'Ippolito Costa, lui-même celui de Lorenzo Costa le Jeune Lorenzo Costa il Giovane.
Il part à Florence, attiré selon Vasari par la réputation de Benozzo Gozzoli et d'autres peintres toscans. Il y étudie les artistes et où il devient le disciple de Gozzoli.
En 1483, il part  à Bologne et est influencé par l'école bolonaise qui émerge vis-à-vis de l'école ferraraise et devient centre artistique. Il développe une grande partie de son travail, sous l'influence d'Ercole de'Roberti. Il peint le retable Bentivoglio et des Trionfi dans la chapelle de la famille Bentivoglio de la basilique San Giacomo Maggiore, et décore des chambres dans le palais de la même famille, détruites par la suite selon Vasari. Dans la basilique San Petronio, il peint une Vierge entourée de saint Jacques, saint Georges, saint Sébastien et saint Jérôme qui, selon Vasari, est son chef-d’œuvre.
Très proche de Francesco Francia, chef de l'école de Bologne, il apporte son concours à l'école tenue par celui-ci en 1490 et collabore parfois avec lui sur des commandes.
Costa est bien considéré à Bologne. En 1503, il fait partie d'un groupe de huit ambassadeurs chargés d'aller féliciter le pape Pie III pour son avènement ; celui-ci étant mort soudainement, ils sont reçus par son successeur Jules II.
En 1506, lorsque les Bentivoglio sont chassés de Bologne, Costa part à Mantoue, appelé par Isabelle d'Este. Il succède à Andrea Mantegna, qui vient de mourir, comme peintre de la cour des Gonzague. Les premiers travaux accomplis pour la marquise de Mantoue sont l'Allégorie de la cour d'Isabelle d'Este et Le Règne de Cosme, sur les dessins inachevés d'Andrea Mantegna, qui servirent à meubler le studiolo d'Isabelle d'Este. Il devient citoyen de Mantoue en 1509.
Lorenzo Costa a de nombreux élèves, dont Dosso et Battista, ainsi que Il Garofalo à Bologne. La plupart de ses élèves suivent Jules Romain après la mort de Costa.
Il meurt à Mantoue le 5 mars 1535 d'une fièvre catarrhale.

## Œuvres
Succédant aux peintres de la génération ferraraise de Cosme Tura et de Francesco del Cossa, Lorenzo Costa a un style plus libre et plus souple.

### Avant 1490
- Saint Jérôme, 1485, bois, Basilique San Petronio (Bologne)
- Deux Jeunes Hommes près d'une colonne[8], v. 1485, huile sur bois, 47 × 17 cm, Musée Pouchkine, Moscou
- Concert, 1485-1495, huile sur peupliers, 95 × 76 cm, National Gallery, Londres
- Portrait d'une femme avec un collier de perles, 1485-1495, huile sur bois, 44 × 34 cm, Musée des beaux-arts de Boston
- Histoire de Suzanne - Les Vieillards chez le juge, 1488-1490, tempera sur bois, 44 × 44 cm, Walters Art Museum, Baltimore

avant 1490
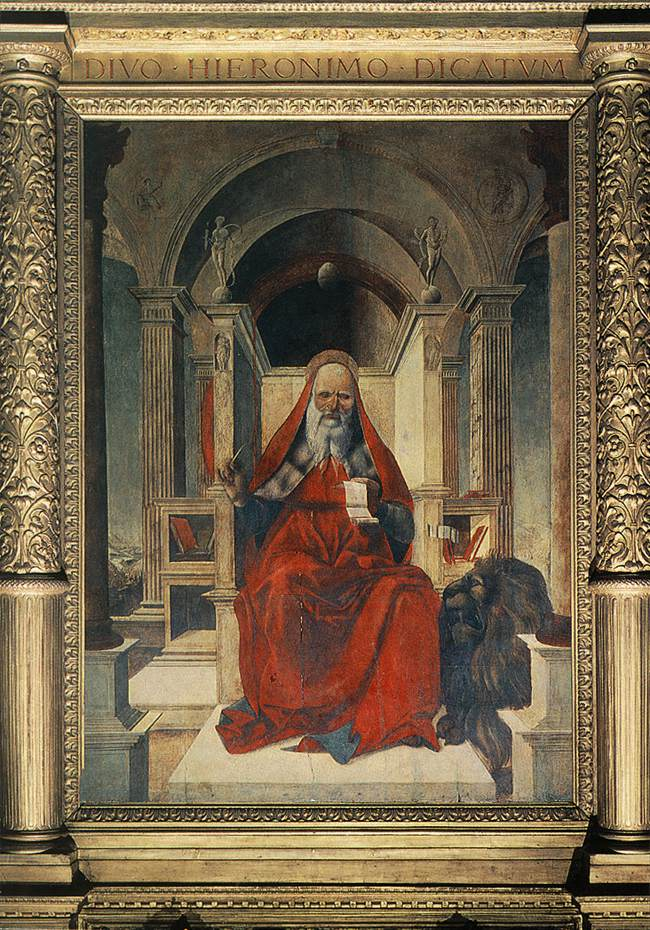
Saint Jérôme, 1485 Basilique San Petronio
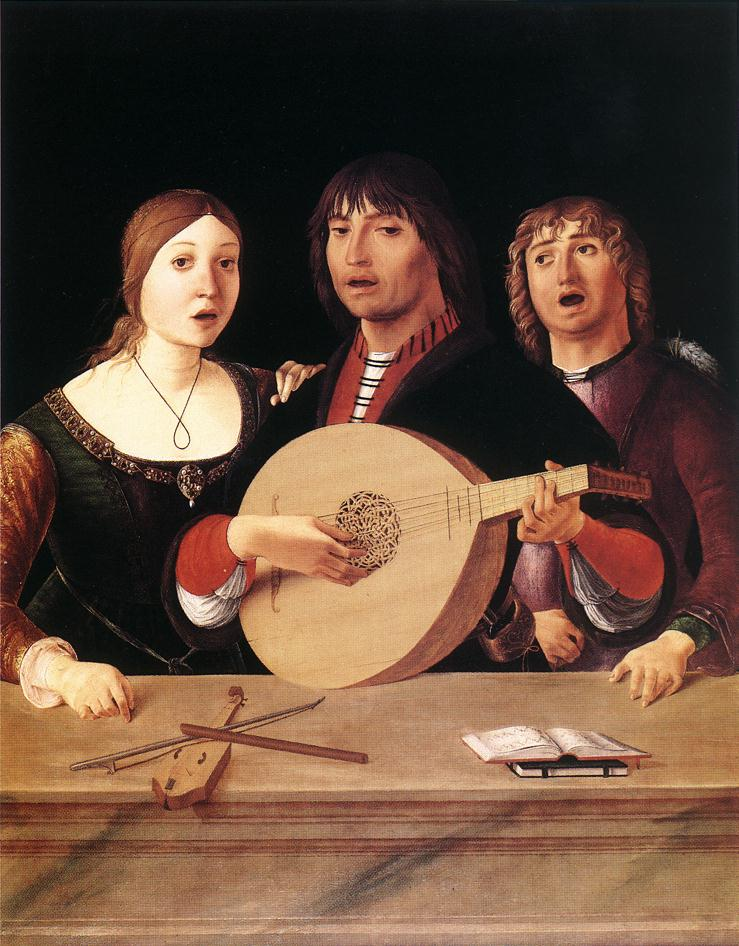
Concert, 1485-95 Londres
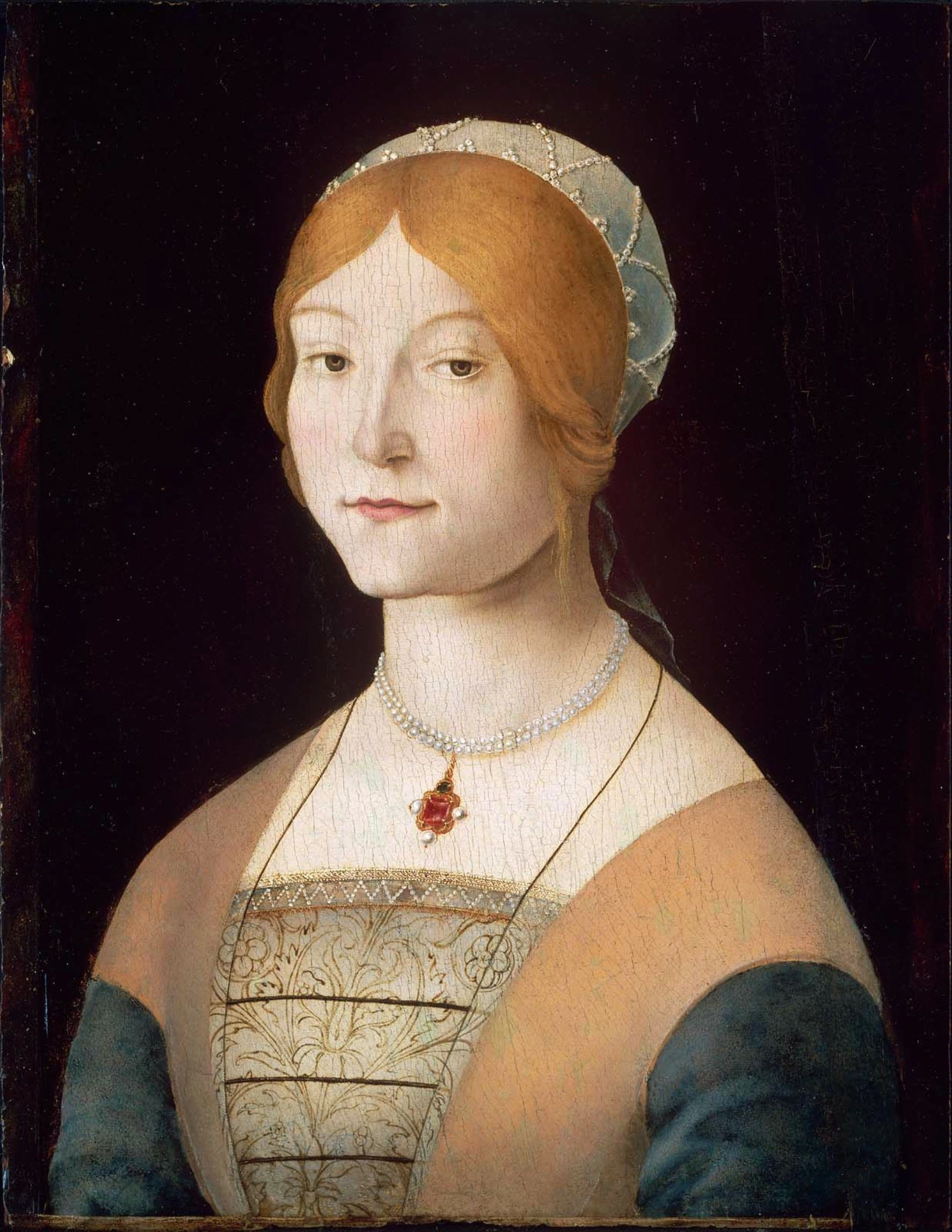
Femme au collier de perles, 1485-95 Beaux Arts de Boston

- Dans la Basilique San Giacomo Maggiore (Bologne)
  - Pala Bentivoglio, 1488, huile sur toile, Chapelle Bentivoglio,
  - San Petronio, 1490
  - Triomphe de la Vie et de la Mort, fresques
  - Vision de l'Apocalypse, 1490, fresque
  - Légende des saints Cécile et Valérien, 1504-1506, fresque, oratoire de sainte Cécile
  - Conversion de saint Valérien, 1504-1506, fresque, oratoire de sainte Cécile

Basilique San Giacomo Maggiore (Bologne)
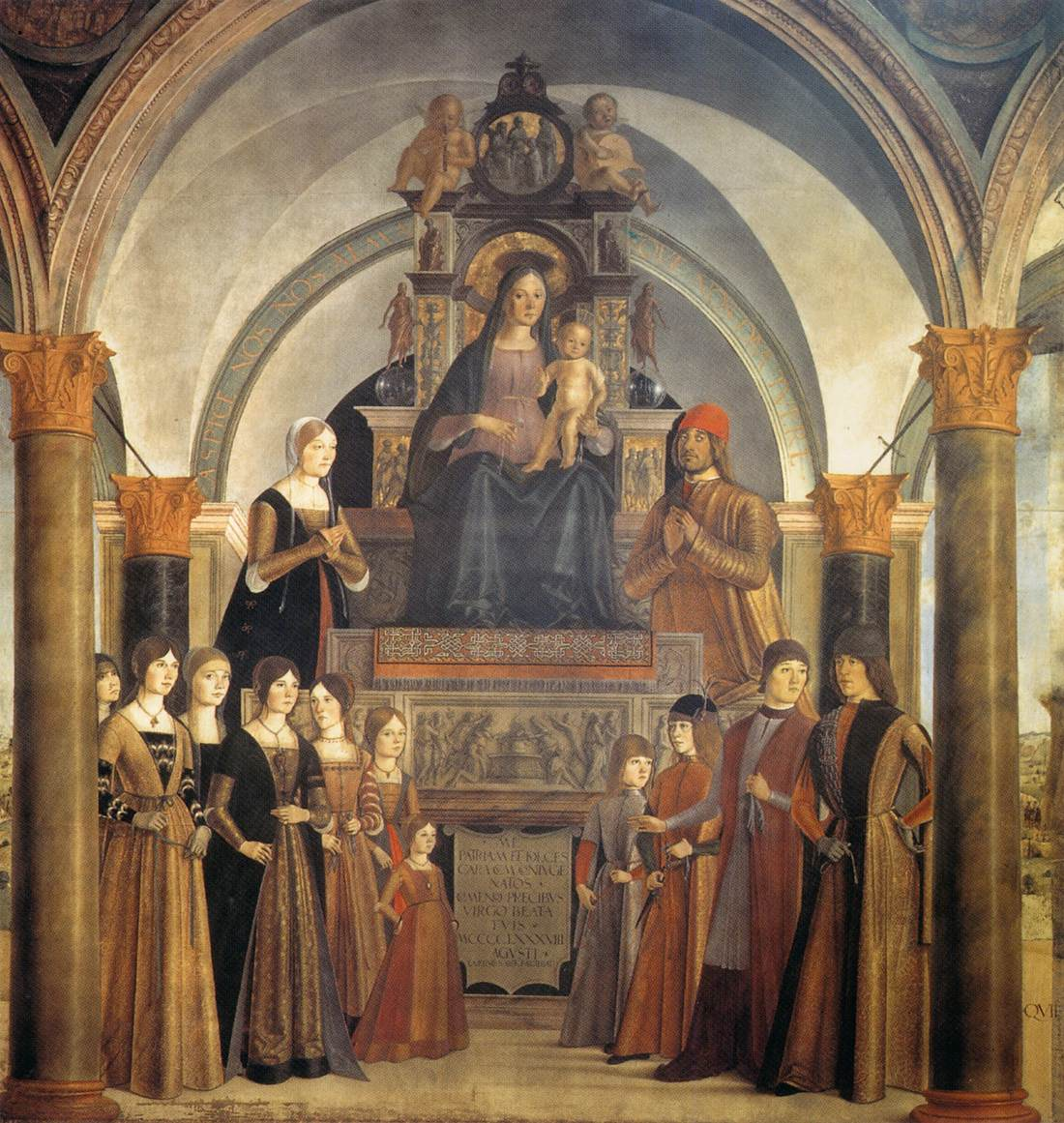
Retable Bentivoglio
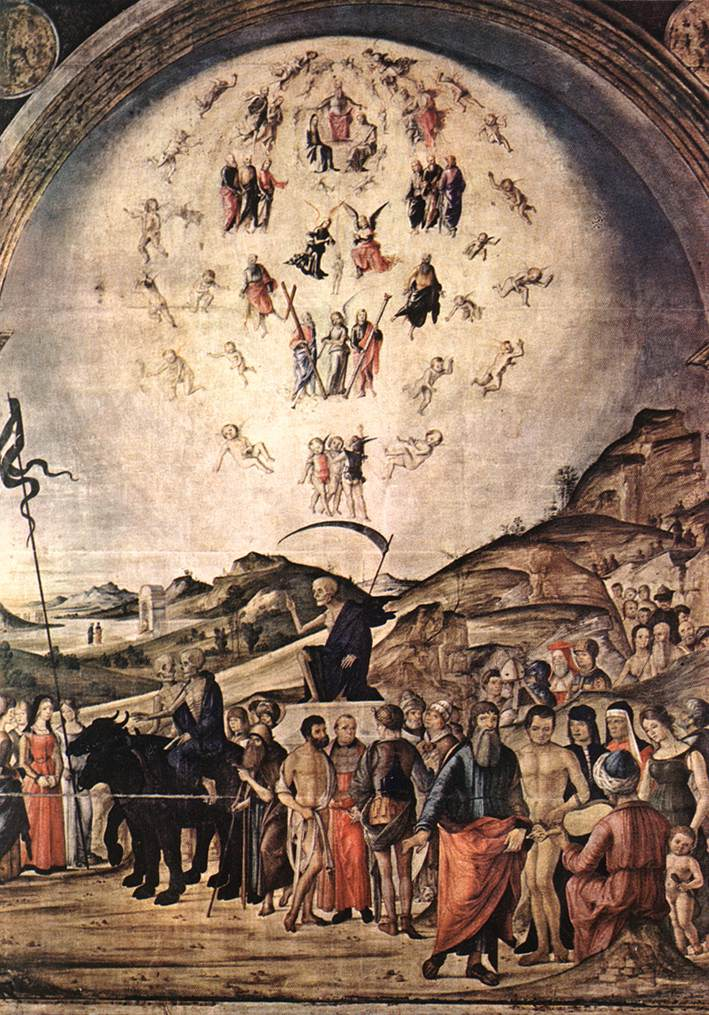
Triomphe de la Mort
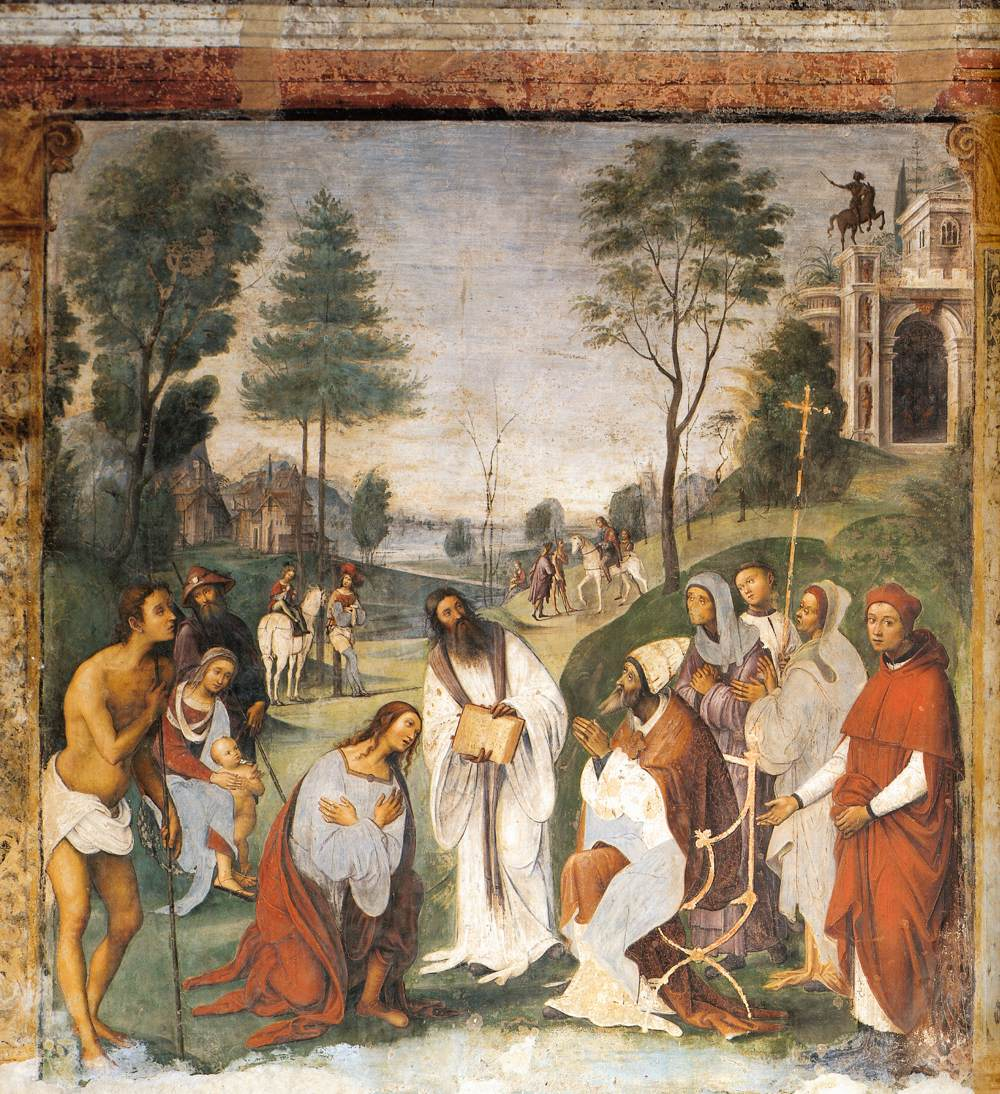
Légende de sainte Cécile Scène 2
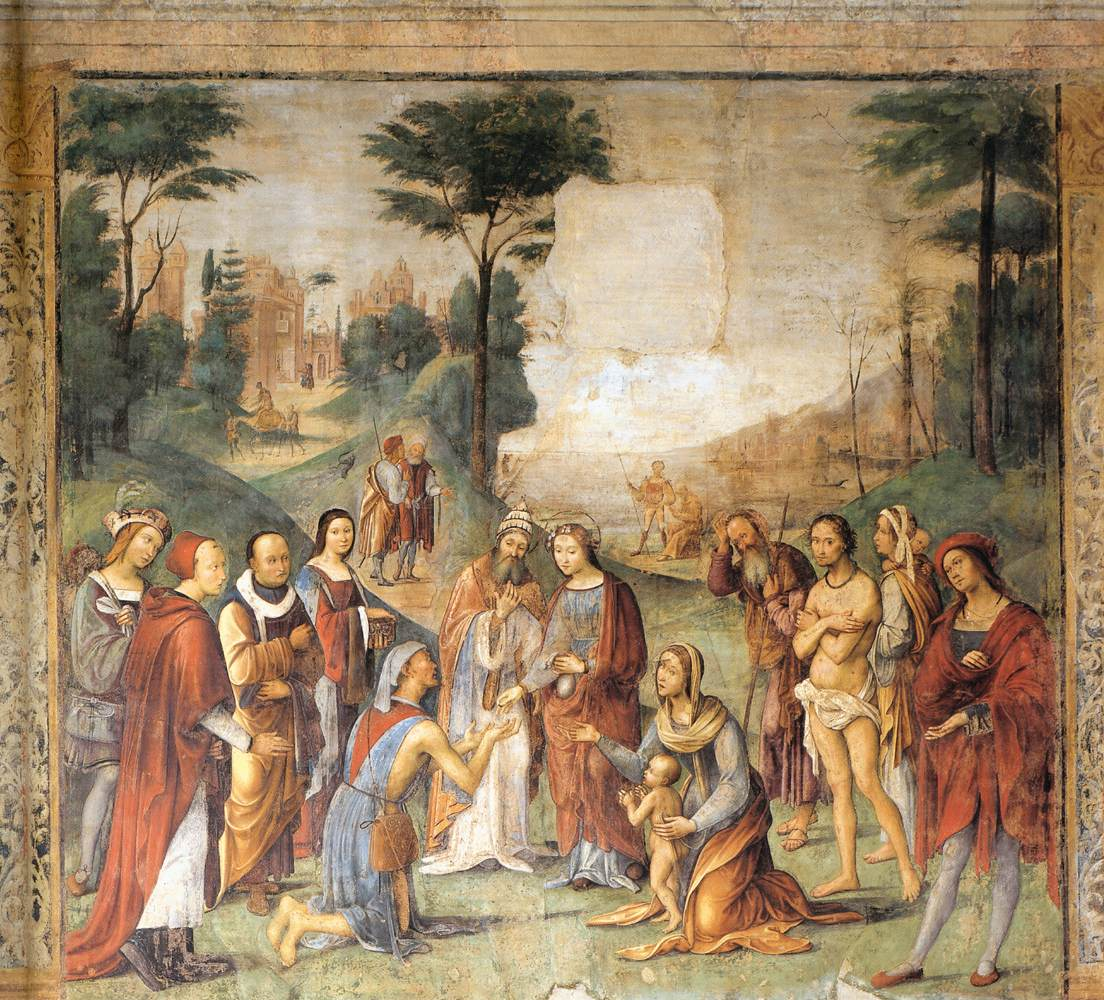
Légende de sainte Cécile Scène 9
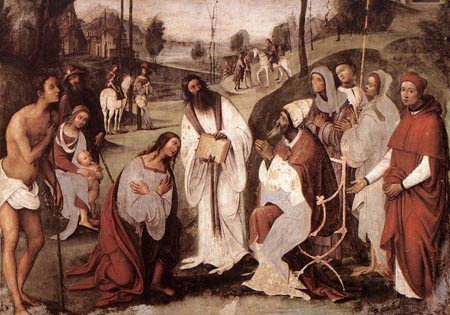
Légende de sainte Cécile Conversion de saint Valérien

### De 1490 à 1500

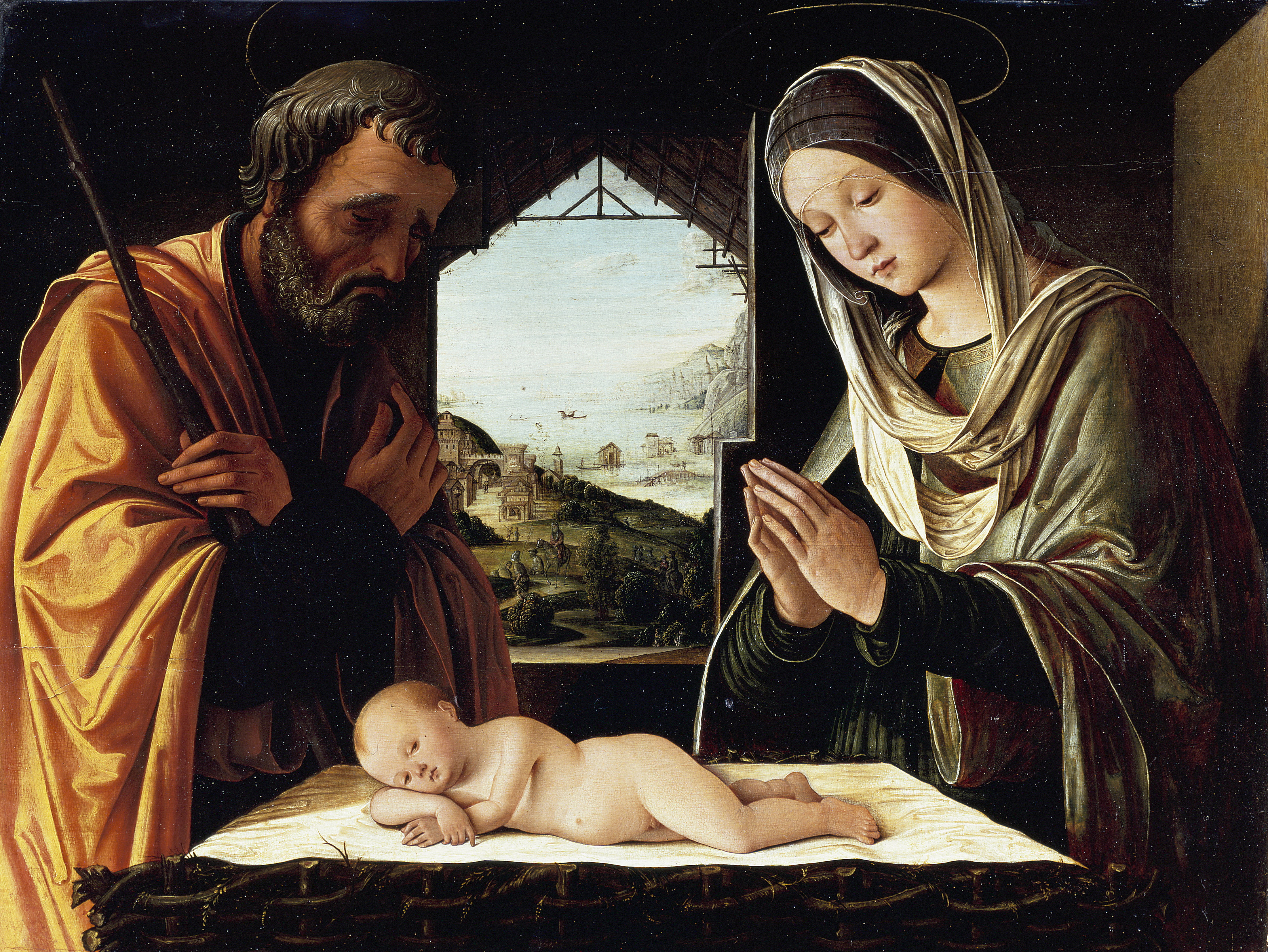
La Nativité, v. 1490
Musée des Beaux Arts de Lyon

- L'Expédition des Argonautes, v. 1480-1490, tempera sur bois, 46 × 53 cm, Musei Civici di Padova
- Portrait de Giovanni II Bentivoglio, 1490, tempera sur bois, 55 × 49 cm, Musée des Offices, Florence
- La Sainte Famille (ou La Nativité), v. 1490, huile sur bois, 65 × 85 cm, Musée des beaux-arts de Lyon
- Saint Sébastien, 1490-1491, Musée des Offices, Florence
- Adoration des mages, 1499, huile sur bois, 75 × 181 cm, pinacothèque de Brera, Milan, prédelle de l'Adoration de l'Enfant ou retable Bentivoglio de Francesco Francia[9]
- La Sainte Famille, 1490-1510, huile sur bois, 50 × 40 cm, Rijksmuseum Amsterdam
- Madone et Saints, 1492, Basilique San Petronio (Bologne)
- La Famille Bentivoglio, 1493, mixte sur toile, 105 × 82 cm, Musée national d'art de Catalogne
- La Vierge et l'Enfant en majesté, v. 1495, huile sur bois, 50 × 36,5 cm, Musée Thyssen-Bornemisza, Madrid
- Portrait d'homme, fin du XVe siècle, tempera et huile sur bois, 48 × 33 cm, Brooklyn Museum, New York

De 1490 à 1500
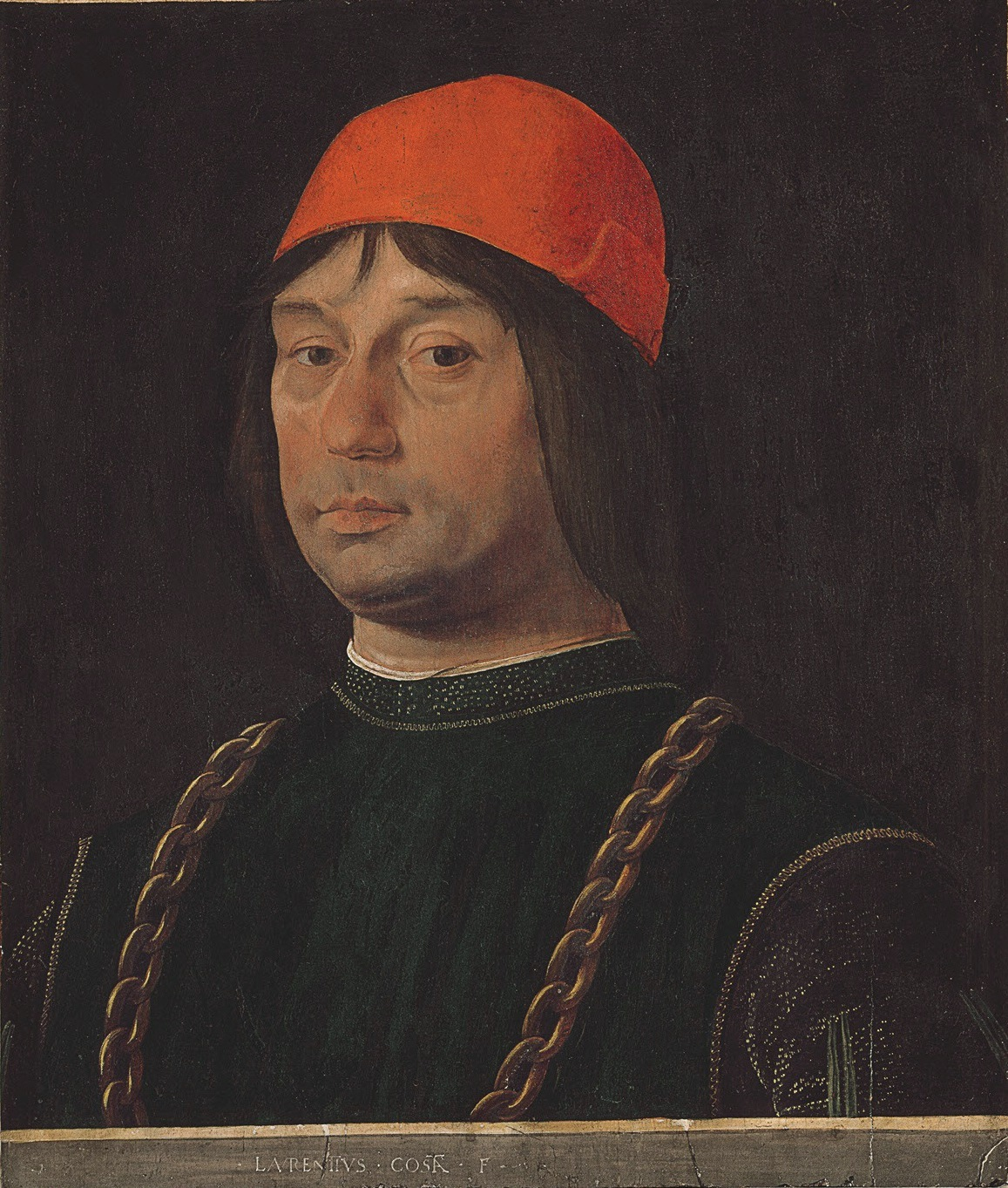
Giovanni II Bentivoglio, 1490 Musée des Offices
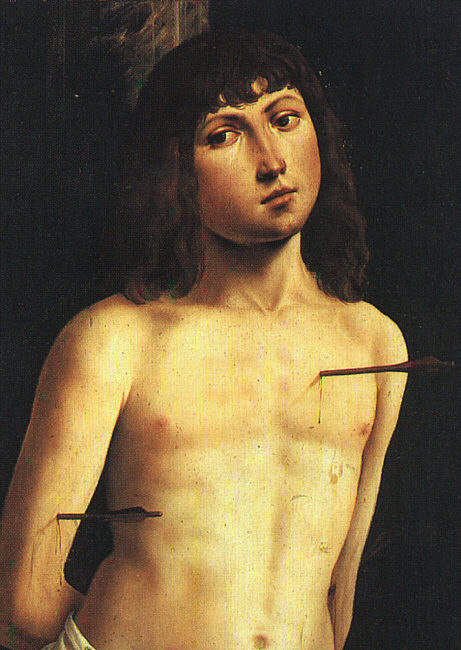
Saint Sébastien, 1490-91 Musée des Offices
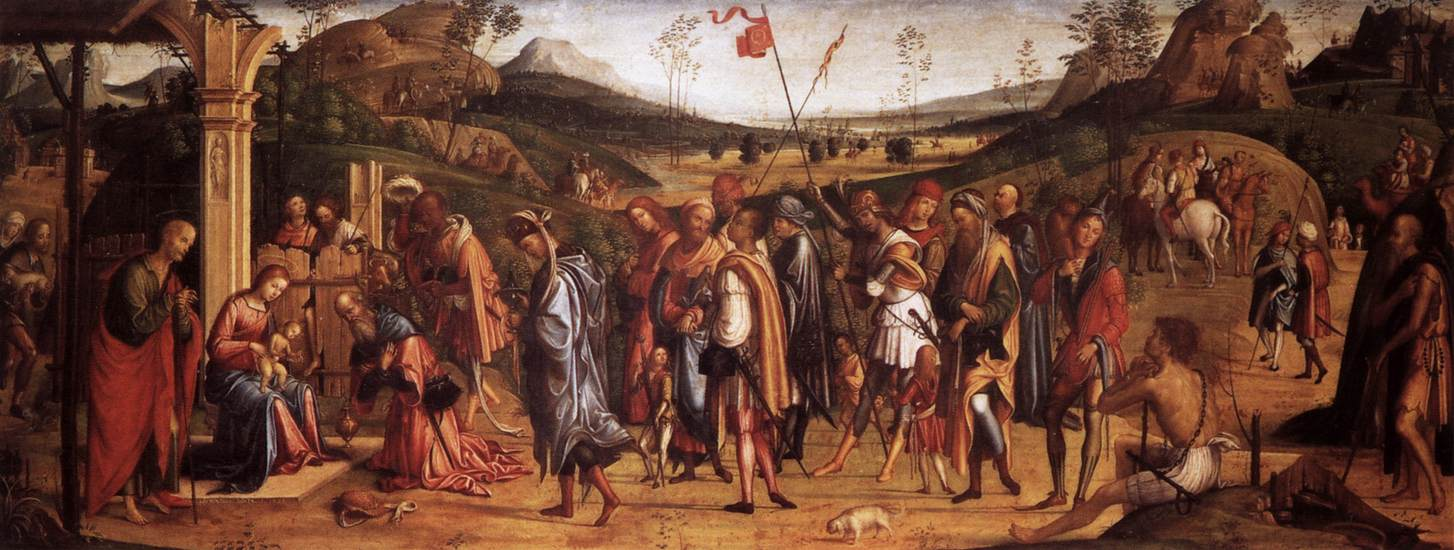
Adoration des Mages, 1499 Pinacothèque de Brera
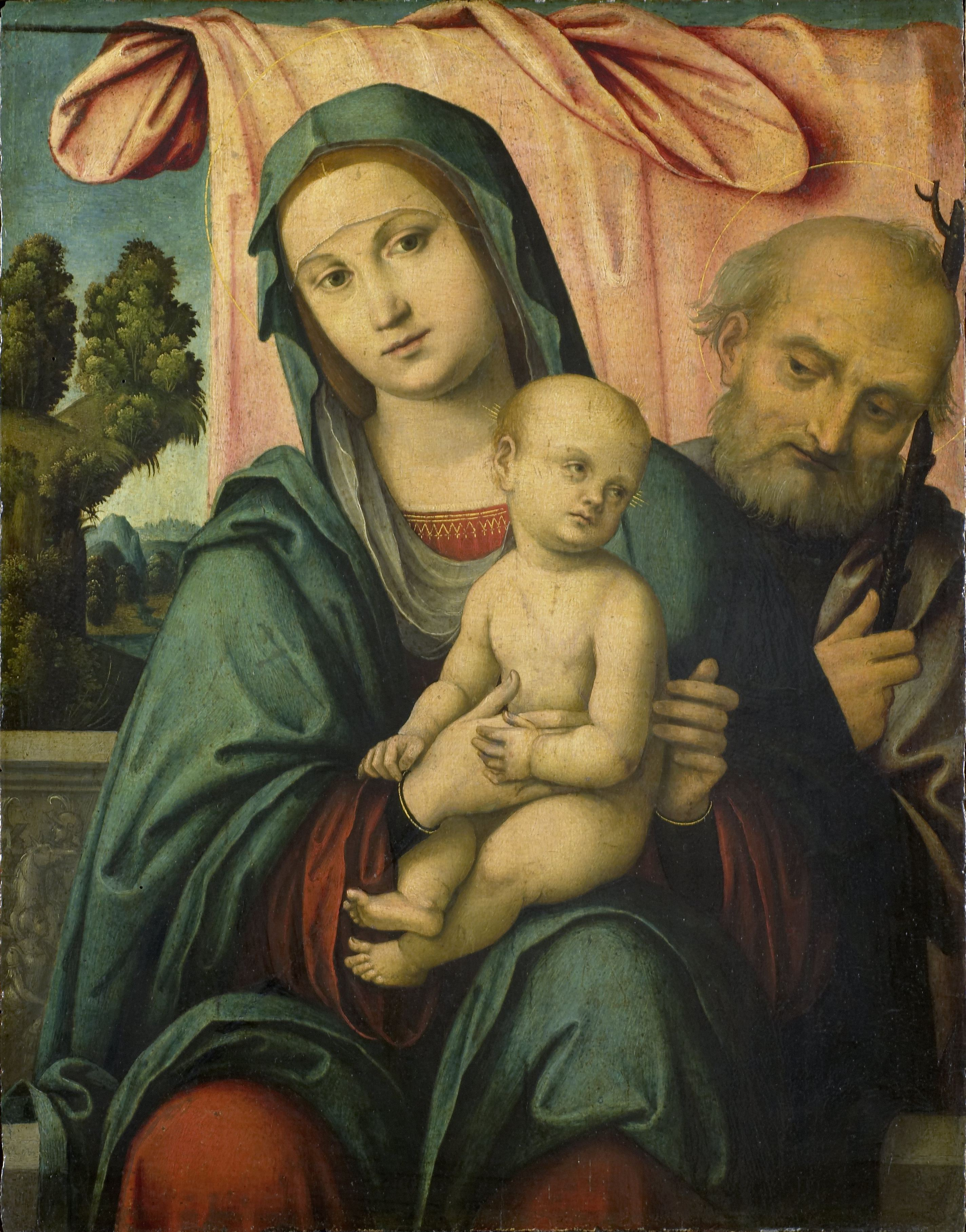
La Sainte Famille 1490-1510, Rijksmuseum
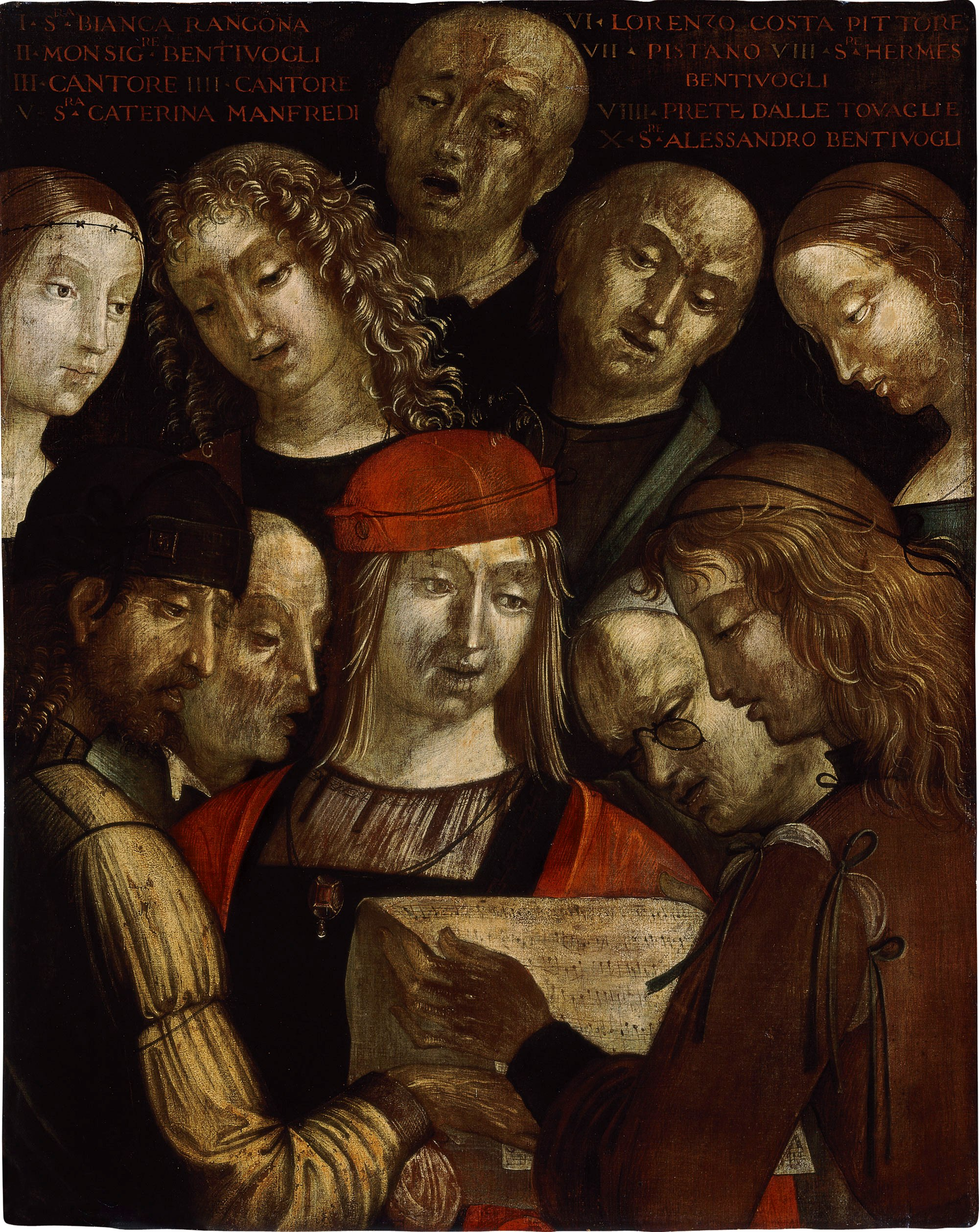
Famille Bentivoglio, 1493 Musée de Catalogne
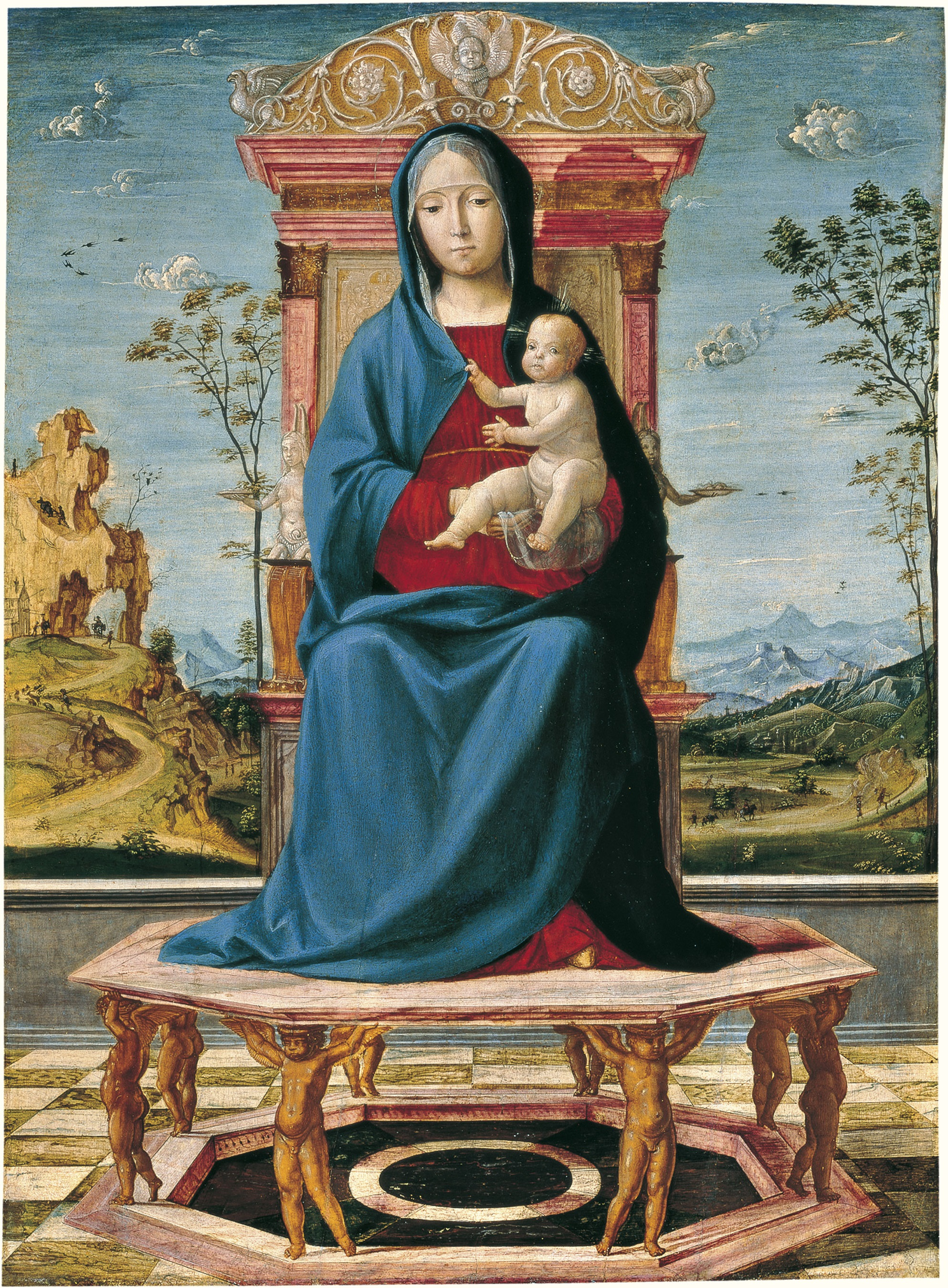
Madone, v. 1495 Musée Thyssen-Bornemisza
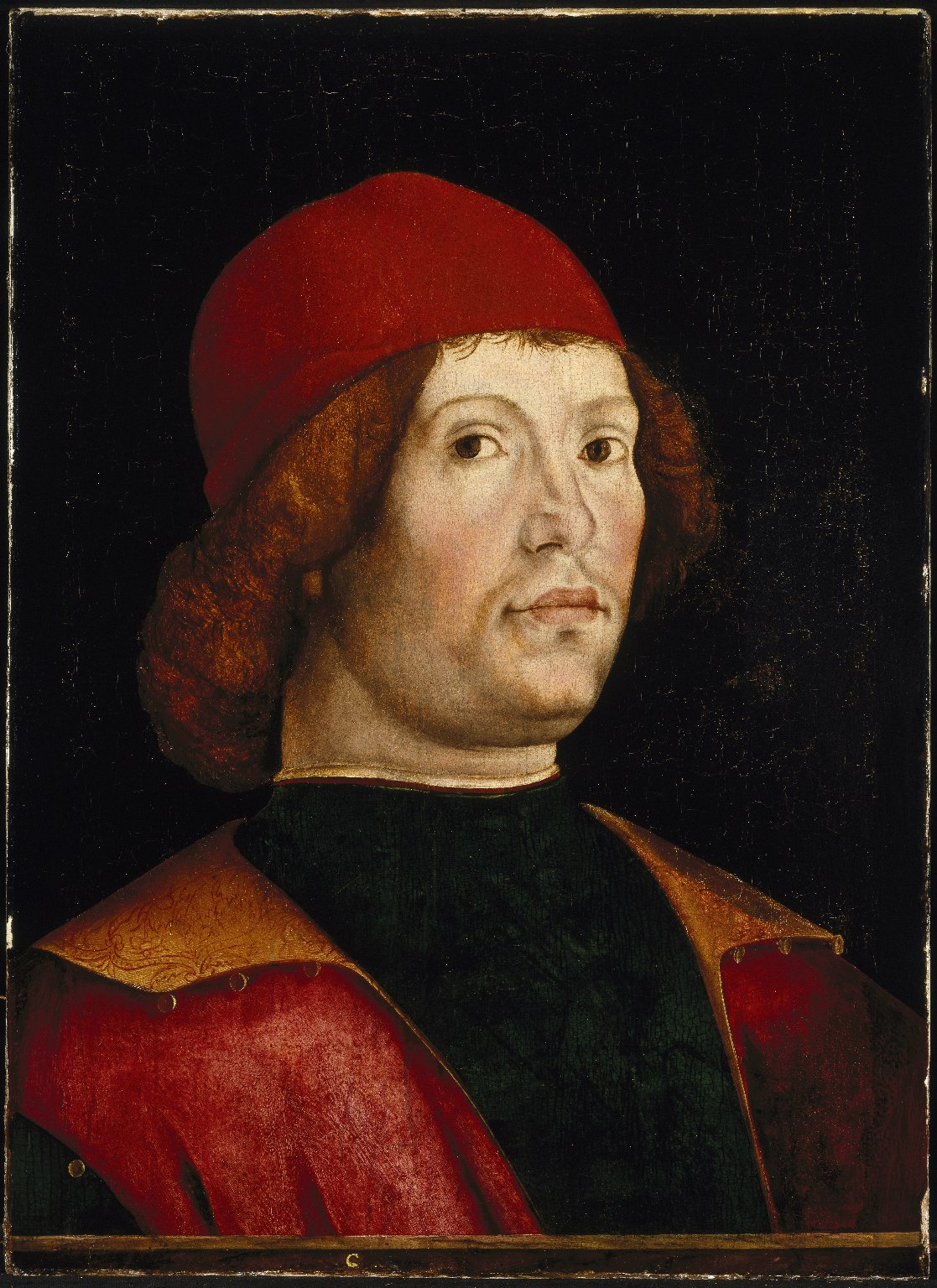
Portrait d'Homme, fin XVe siècle Brooklyn Museum

### De 1500 à 1506
- Portrait d'une dame avec petit chien, v. 1500, huile sur bois, 45,5 × 35 cm, Collection royale, Château de Windsor
- Portrait de femme, v. 1500, tempera et huile sur toile, 95 × 76 cm, Musée de l'Ermitage, St Petersbourg
- Couronnement de la Vierge, 1501, Huile sur bois, 283 × 65 cm, San Giovanni in Monte, Bologne
- Conversation sacrée avec les saints Jean, Augustin, Victor, Sébastien et Jérôme, 1501, retable de l'abside de San Giovanni in Monte, Bologne[10]
- Mariage de la Vierge, 1505, pinacothèque nationale de Bologne
- La Vierge à l'Enfant, 1502-1508, huile sur bois, 51 x 37 cm, musée des Beaux-Arts d'Orléans (disparu)[11].

De 1500 à 1506
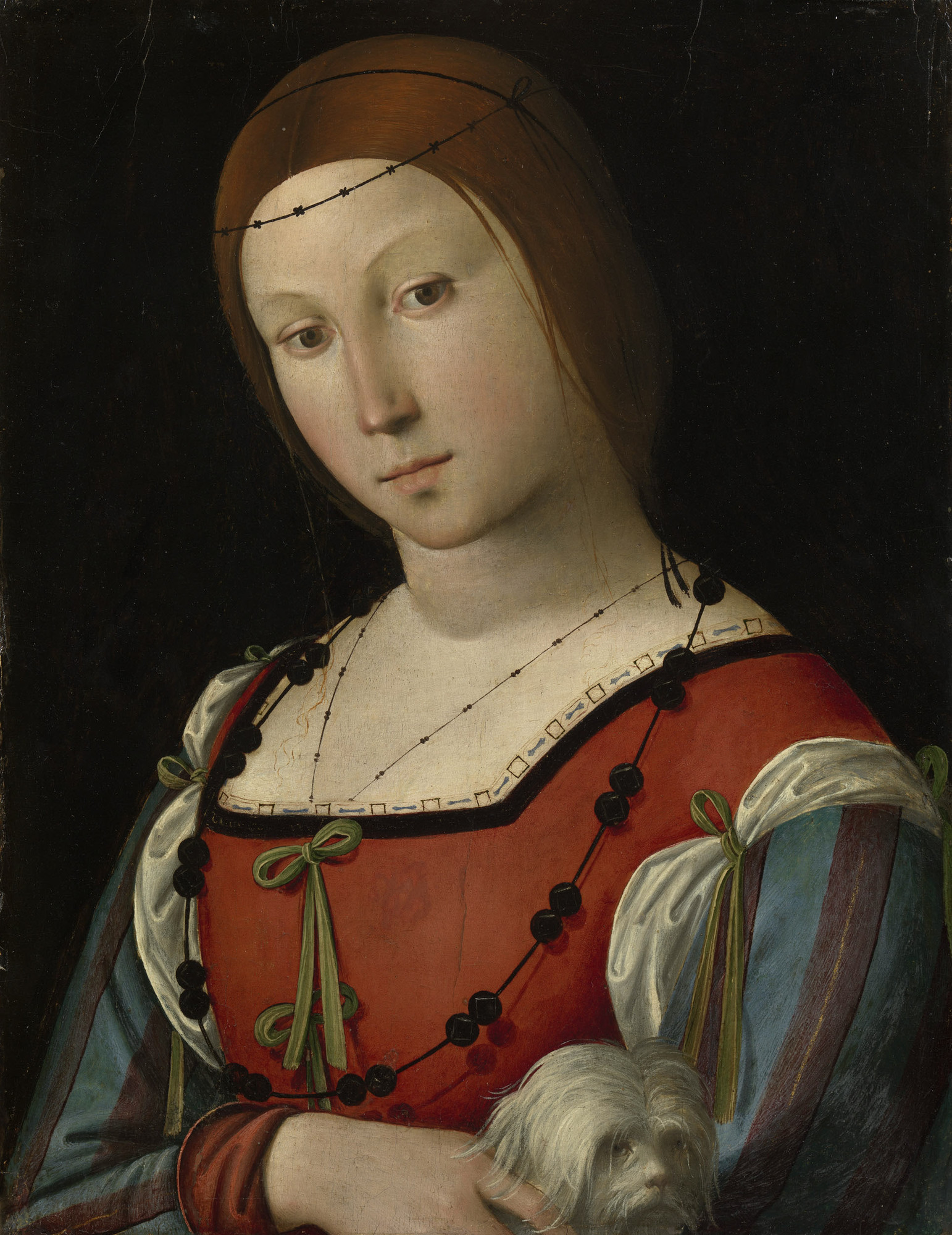
Femme au petit chien, v.1500 Château de Windsor
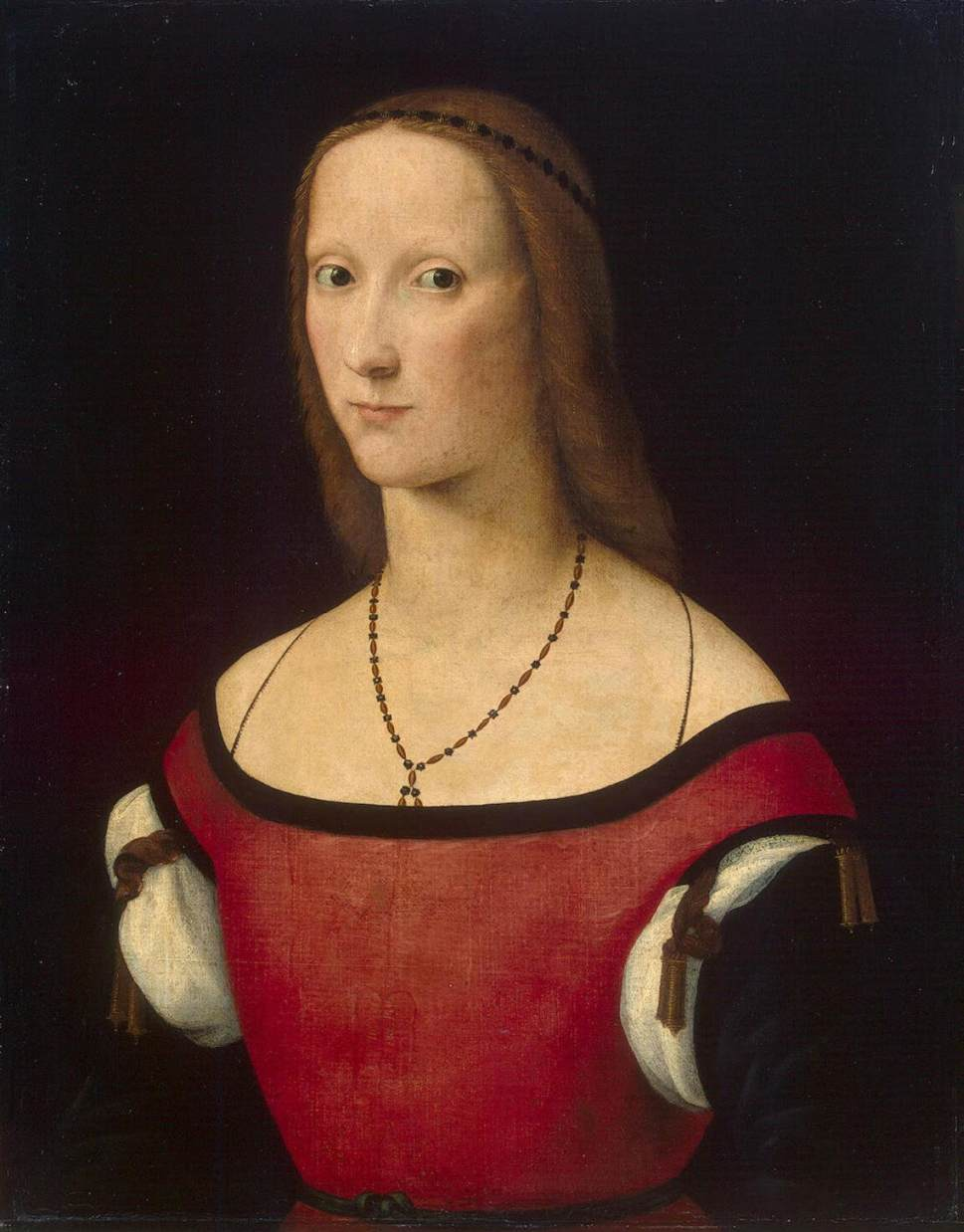
Portrait de femme, v. 1500 Musée de l'Ermitage
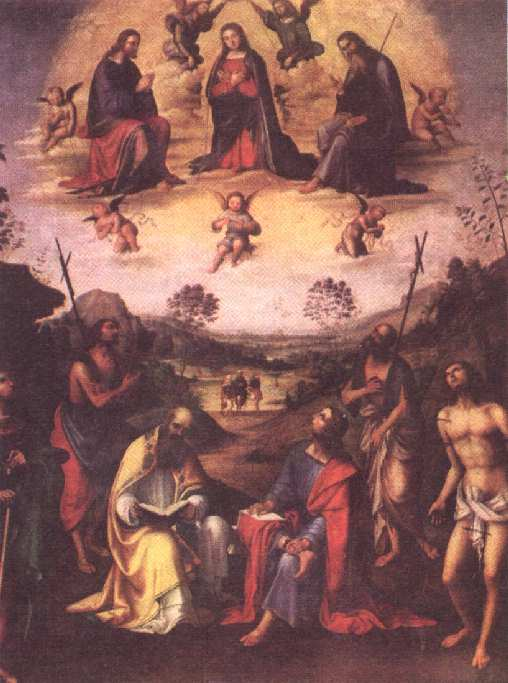
Couronnement de la Vierge, 1501 San Giovanni in Monte

### Après 1506 à Mantoue

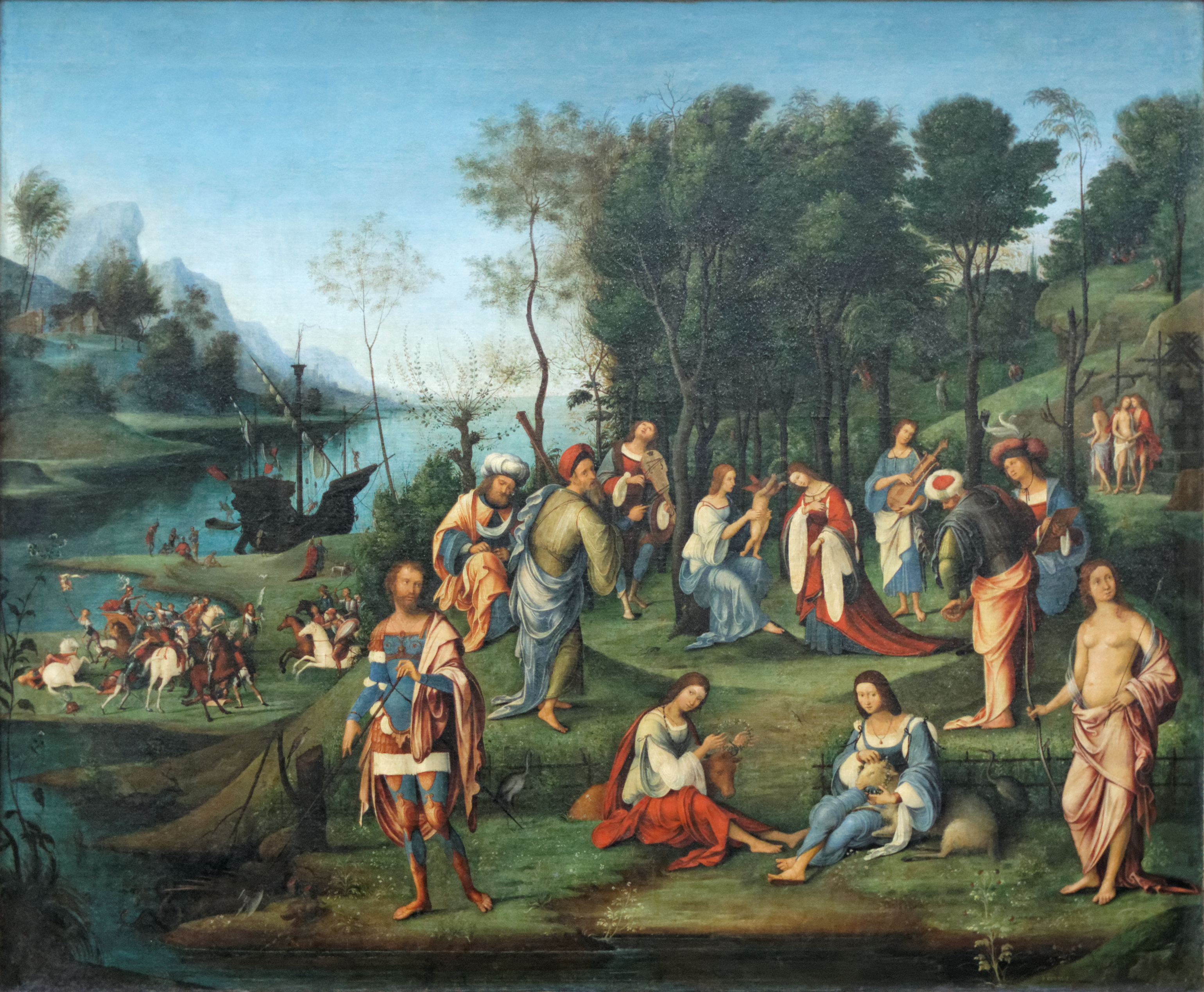
Le Règne de l'Amour, 1505-1506
Musée du Louvre

- Allégorie de la cour d'Isabelle d'Este dit aussi Le Couronnement d'Isabelle d'Este ou Le Règne de l'Amour, 1505-1506, toile, 164 × 97 cm, Musée du Louvre
- Sainte Véronique, 1508, 65 × 54 cm, Musée du Louvre
- Portrait de Battista Fiera, 1507-5018, huile sur bois, 51 × 39 cm, National Gallery (Londres)
- Vierge à l'Enfant, v. 1510, bois, 57 × 42 cm, Collection Vittorio Cini, Venise
- Le Règne de Cosme, 1511, toile, 152 × 238 cm, Musée du Louvre, Paris
- Venus, 1515-1518, huile sur bois, 174 × 76 cm, Musée des beaux-arts de Budapest
- La Lecture de Marie, v. 1515, 60,5 × 62 cm, Gemäldegalerie Alte Meister, Dresde
- Portrait d'un Cardinal à l'étude, peut-être le Cardinal Bibblena, v. 1519, huile et tempera sur bois de peuplier, 82 × 76 cm, Minneapolis Institute of Arts
- La Vierge en majesté et des saints, 1525, Basilique Saint-André de Mantoue

Après 1506 à Mantoue
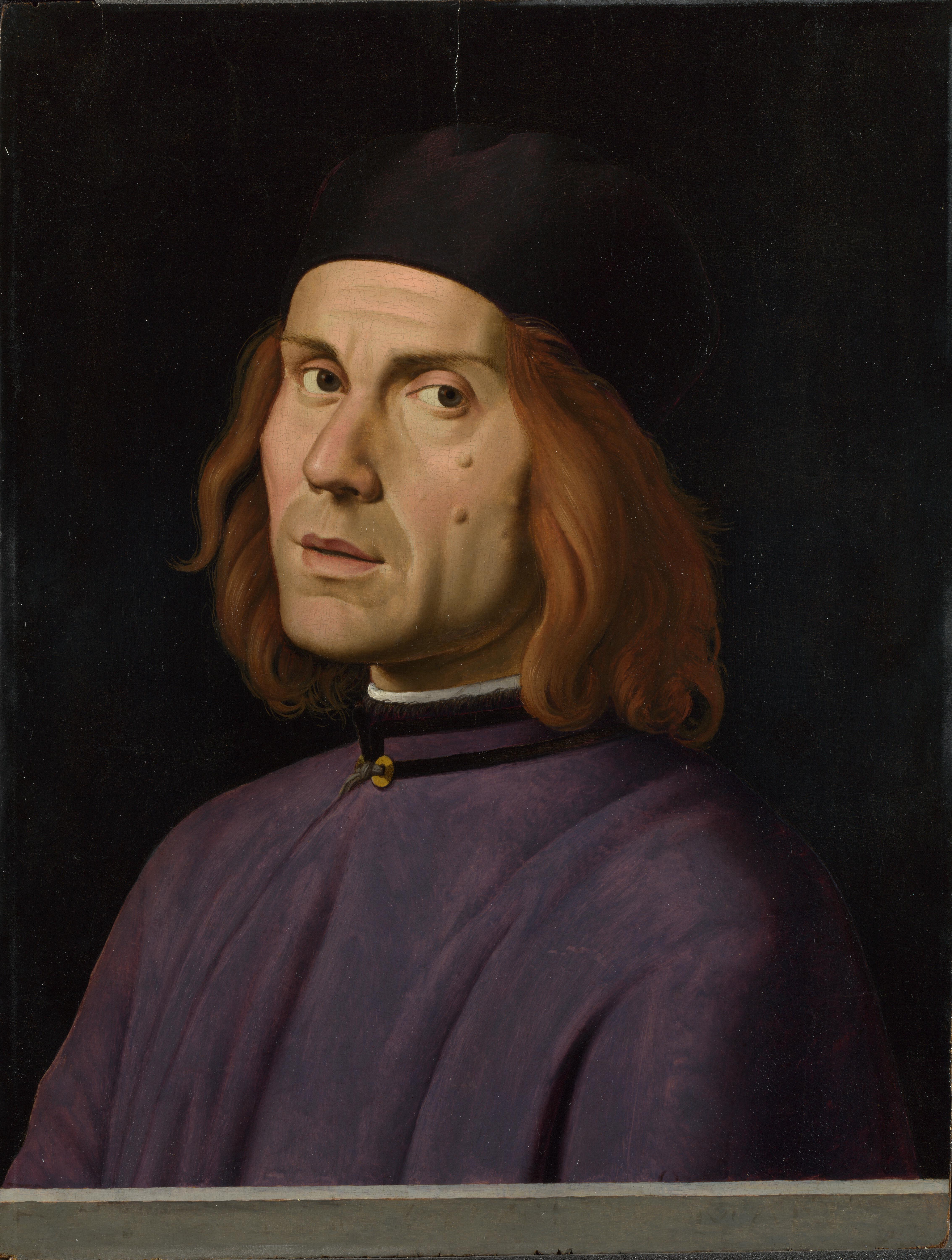
Portrait de Battista Fiera, 1507-1508 National Gallery, Londres
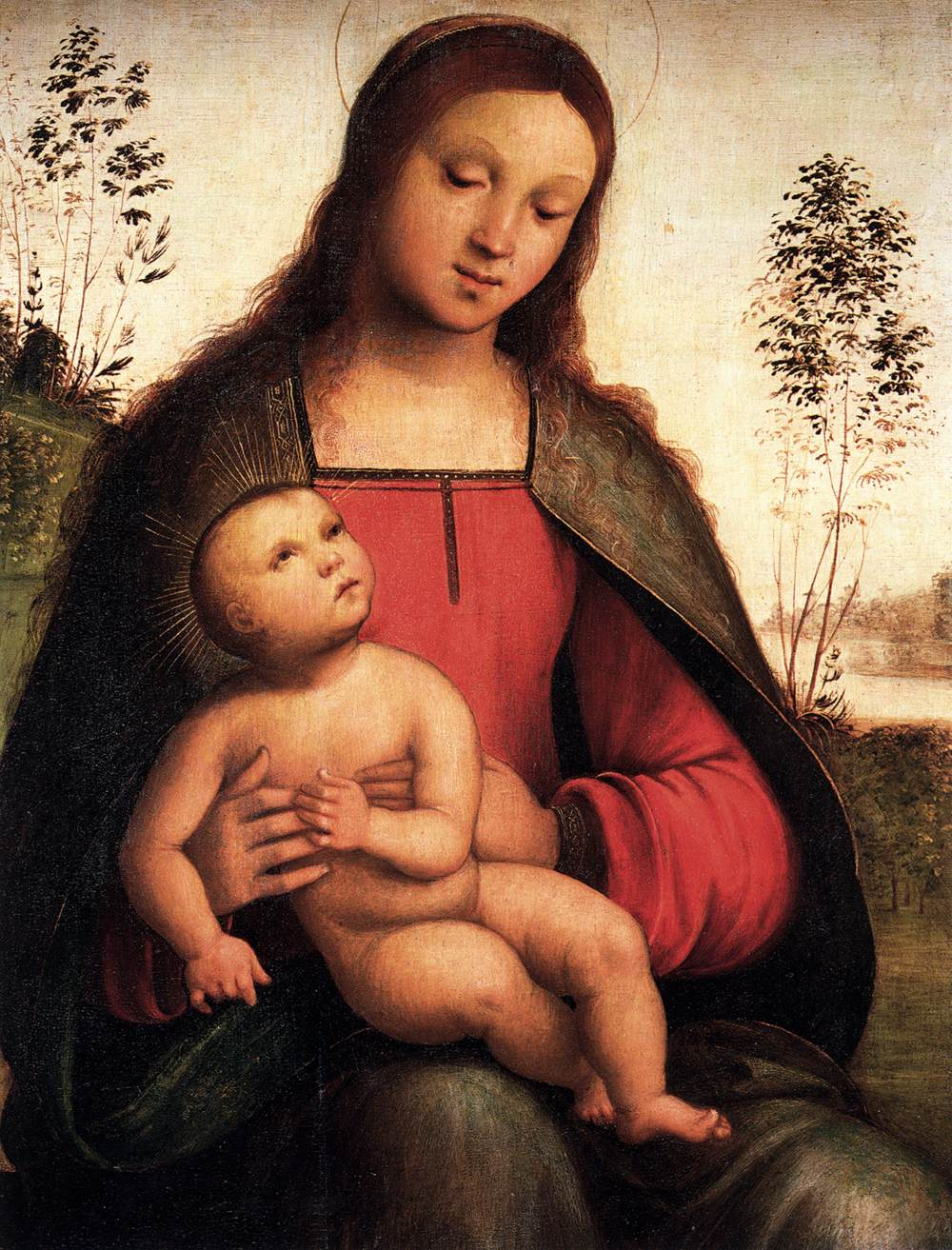
Madone, v. 1510 Collection Vittorio Cini
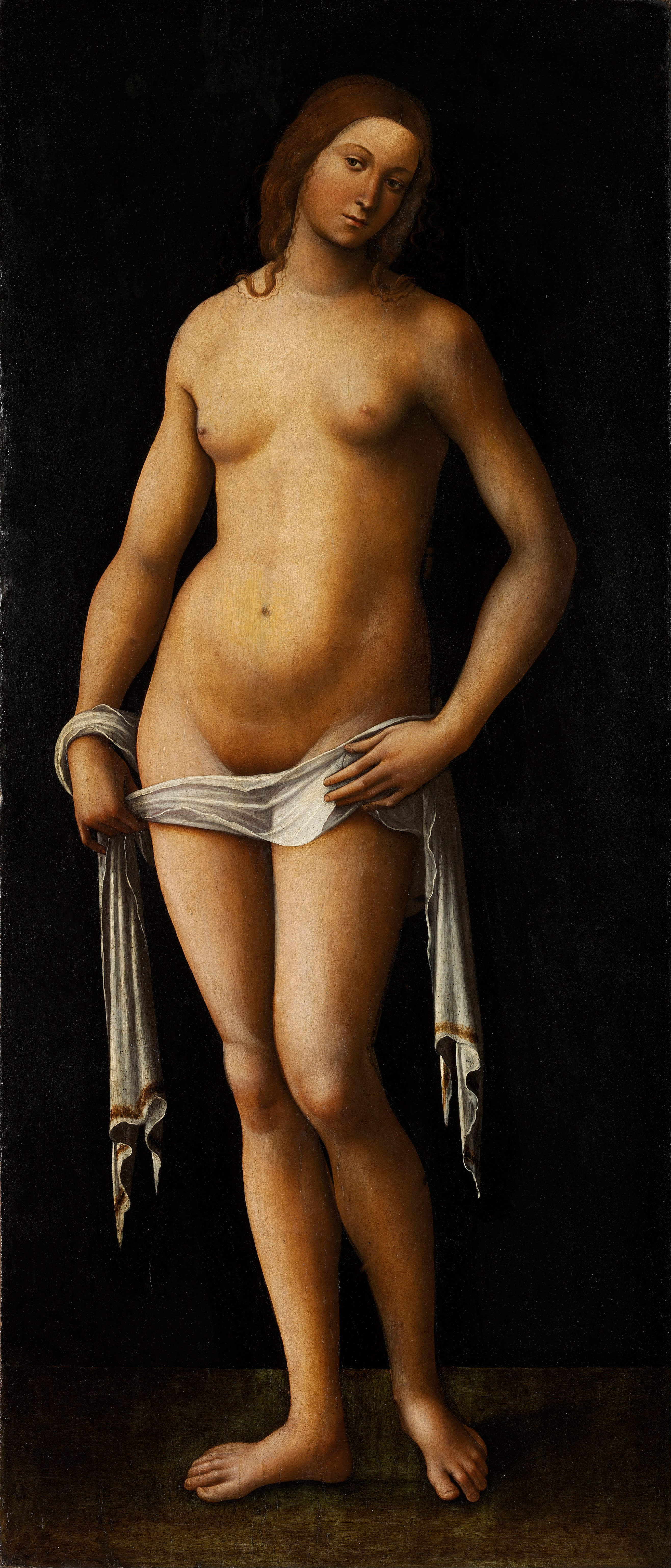
Venus, 1515-1518 Musée de Budapest
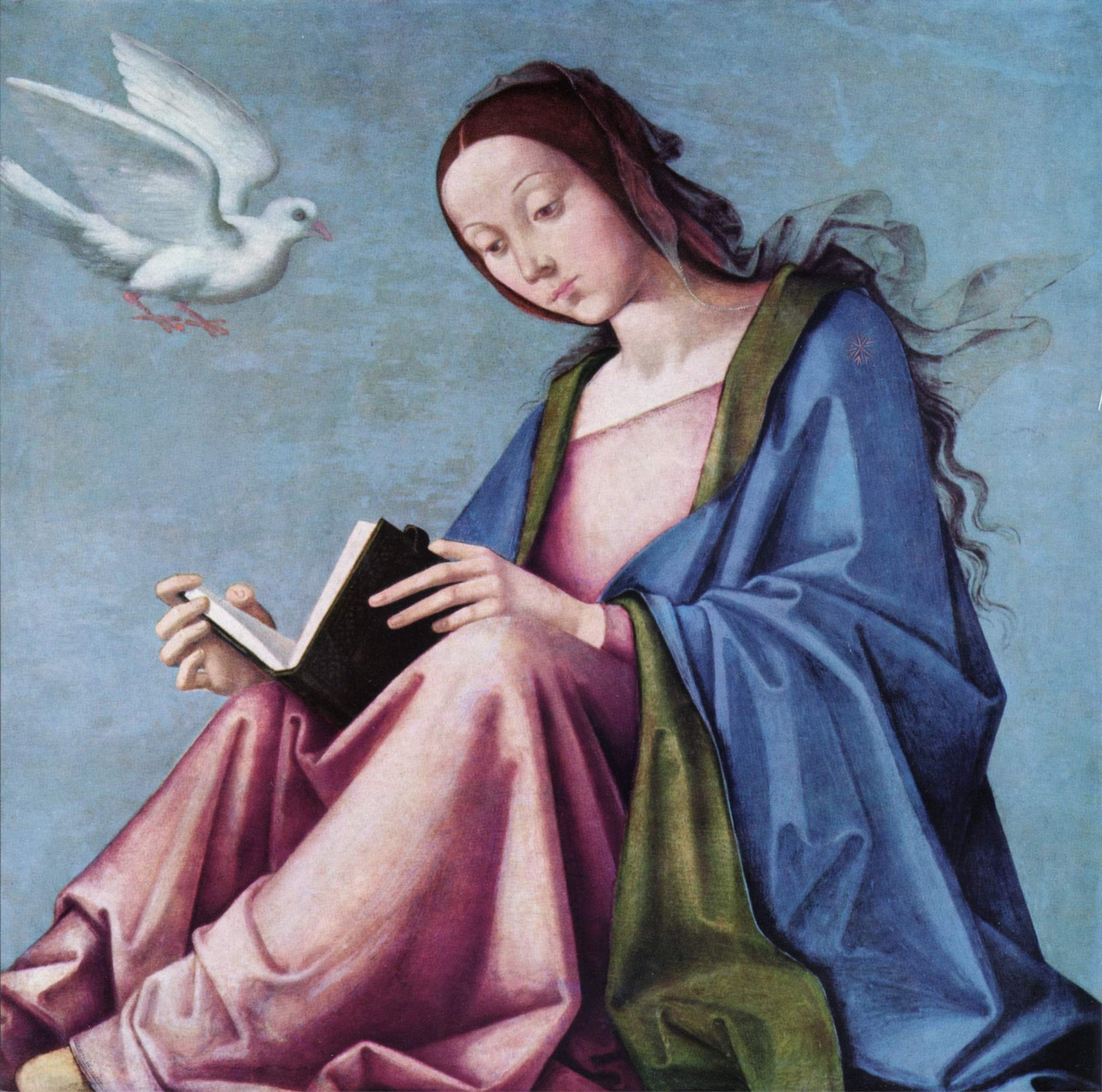
La Lecture de Marie v. 1515 Gemäldegalerie, Dresde
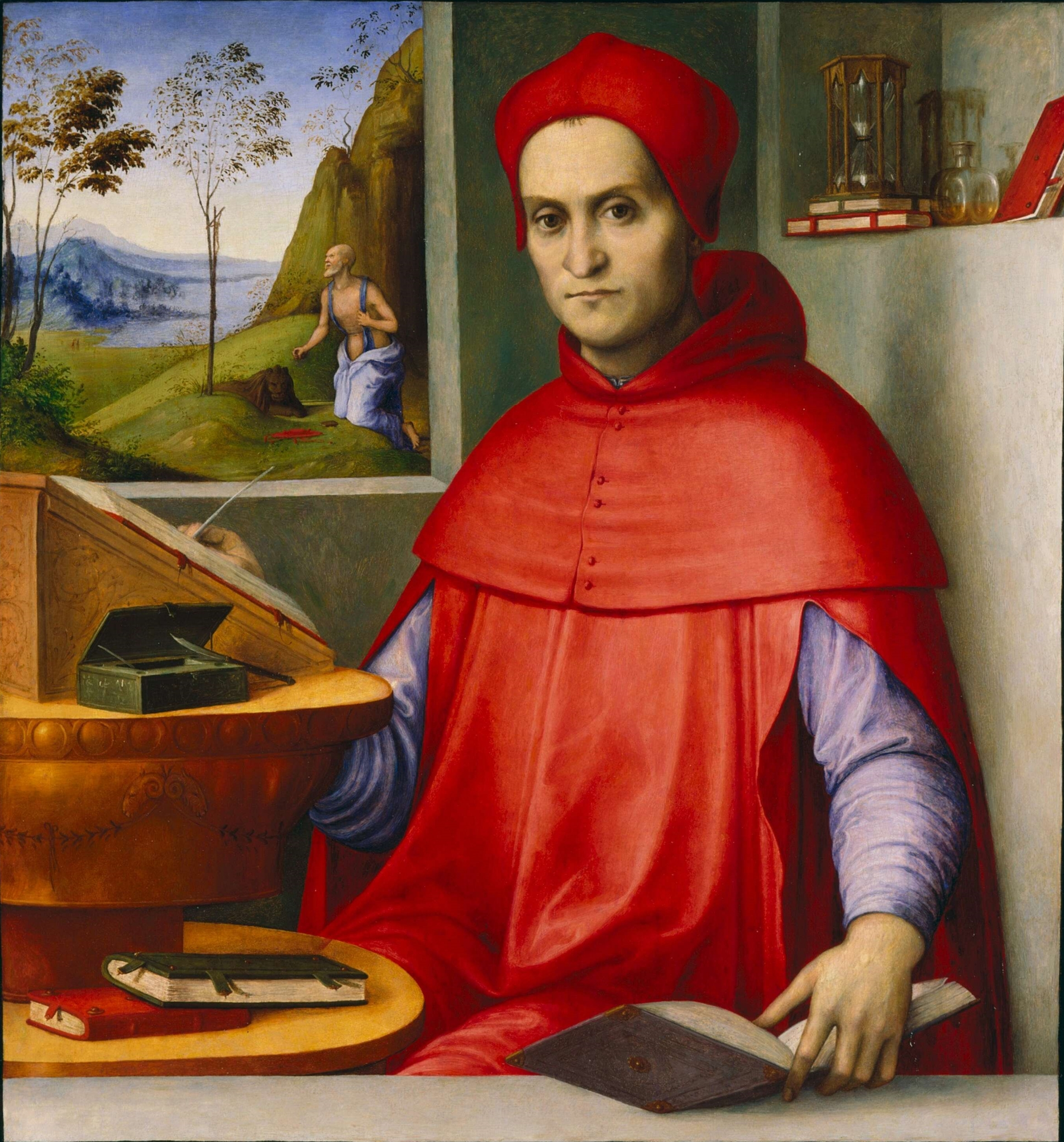
Cardinal à l'étude, v. 1519 Institut of Arts, Minnéapolis

### A documenter
- Portrait d'une Dame, Hampton Court, Londres
- Portrait de Frédérique Gonzague, Collection Aldringen de Teplice.